# Галаєво
Гала́єво (рос. Галаево) — присілок у складі Кетовського району Курганської області, Росія. Входить до складу Шмаковської сільської ради.
Населення — 139 осіб (2010, 180 у 2002).